# Галеодиды
Галеодиды (лат. Galeodidae) — семейство паукообразных из отряда фаланг (Solifugae). Крупные и средней величины фаланги жёлтого, реже чёрно-бурого цвета. Насчитывают около 200 видов, распространённых исключительно в Старом Свете: в Передней, Центральной и Южной Азии и в Африке к северу от экватора; небольшое число видов известно с Балканского полуострова и из южных районов Восточной Европы. Большинство представителей семейства (около 200 видов) относят к роду Galeodes.